# Dengaku
Le dengaku (田楽, littéralement « musique de rizière ») est un art japonais rustique mêlant musique et danse.
Il se passait le plus souvent lors du repiquage du riz par les paysans.
Proche de la musique shintoïste, il serait avec le sarugaku à l'origine du théâtre nô. On y retrouve parfois les personnages de Hyottoko et Okame.